# Villanova sull'Arda
Villanova sull'Arda é uma comuna italiana da região da Emília-Romanha, província de Piacenza, com cerca de 1.933 habitantes. Estende-se por uma área de 36 km², tendo uma densidade populacional de 54 hab/km². Faz fronteira com Besenzone, Busseto (PR), Castelvetro Piacentino, Cortemaggiore, Monticelli d'Ongina, Polesine Parmense (PR), San Pietro in Cerro, Stagno Lombardo (CR).

## Demografia
| Variação demográfica do município entre 1861 e 2011                               |
|                                                                                   |
| Fonte: Istituto Nazionale di Statistica (ISTAT) - Elaboração gráfica da Wikipedia |